# Seseli junceum
Seseli junceum är en flockblommig växtart som beskrevs av John Sibthorp och James Edward Smith. Seseli junceum ingår i släktet säfferötter, och familjen flockblommiga växter. Inga underarter finns listade i Catalogue of Life.